# Johan Wilhelm Billqvist
Johan Wilhelm Billqvist (i riksdagen kallad Billqvist i Skövde), född 19 augusti 1867 i Skara stadsförsamling, död 21 oktober 1943 på Lidköpings lasarett, kyrkobokförd i Skara, var en folkskollärare och riksdagspolitiker (socialdemokrat).
Som riksdagspolitiker var han ledamot av Sveriges riksdags andra kammare för socialdemokraterna 1918–1924. Billqvist är begraven på Sankta Elins kyrkogård i Skövde.